# Italian 258 (DFIC 265)
Italian 258 es un cultivar de higuera de tipo higo común Ficus carica autofértil, unífera es decir con una sola cosecha por temporada los higos de verano-otoño, de higos con epidermis con color de fondo violeta gris y sobre color mancha irregular de color amarillo marrón, presentando lenticelas medianas blancas. Se localiza en la colección de Todd Kennedy's collection y el National Californian Germplasm Repository - Davis en California.

## Sinonimia
- „DFIC 265“[5][6]
- „Italian (265)“

## Historia
Esta variedad es uno de los ejemplares del grupo de higos recolectados por Giorgio Grassi en toda Italia, a estos ejemplares les dio números, luego dio algunos nombres. « "Cita: Il Fico por Giorgio Grassi. Se recogió la accesión, alrededor de 1985, en Italia. Coleccionistas: Grassi, Giorgio, Istituto Sperimentale per la Frutticoltura.»
Esta variedad de higuera está cultivada en el NCGR, Davis (National Californian Germplasm Repository - Davis) con el número 'DFIC 258' desde el 15 de febrero de 2006, en que ingresó en el repositorio como un donativo tanto de chafer, Patrick, como de Kennedy, Todd propietario de la « California Rare Fruit Growers ».
Según las pruebas genéticas realizadas en 2010, se determinó que 'Italian 258' (DFIC 265) e 'Italian 320' (DFIC 238) eran sinónimos. Ver Estructura genética y diferenciación en higo cultivado (Ficus carica L.) y una hoja de cálculo condensada compilada por Richard Frost.

## Características
La higuera 'Italian 258' es un árbol de tamaño mediano, con un porte semierecto, muy vigoroso, muy fértil en la cosecha de higos, hojas mayoritarias de 3 lóbulos con poca hendidura. Es una variedad unífera de tipo higo común, de producción abundante de higos, siendo los primeros más grandes y los siguientes más pequeños.
Los higos son de tipo medio de unos 30 gramos, de forma esferoidal achatado, con cuello corto; pedúnculo corto y grueso; su epidermis con color de fondo violeta gris y sobre color mancha irregular de color amarillo marrón, presentando lenticelas medianas blancas. La carne (mesocarpio) de tamaño pequeño siendo mayor en la zona del cuello y de color blanco; ostiolo de tamaño grande cerrado con una gota de resina que impide que entren insectos, con escamas ostiolares semi adheridas pequeñas de color rojo ceniza; cavidad interna de tipo pequeño con aquenios pequeños y numerosos: pulpa jugosa de color rojo claro, con un sabor que es una mezcla de sabor a bayas frutos del bosque, y uva.
El sabor es un sabor ácido, a baya oscura, exótica. Es muy similar a 'Bourjassotte Grise', solo que más dulce.

## El cultivo de la higuera
Los higos 'Italian 258' tiende a madurar bien en climas más fríos, cuando otras variedades no; son aptos para la siembra con protección en USDA Hardiness Zones 7 a más cálida, su USDA Hardiness Zones óptima es de la 8 a la 10. Producirá mucha fruta durante la temporada de crecimiento. El fruto de este cultivar es de tamaño mediano y rico en aromas.
Se cultiva en California, Estados Unidos puede consumirse como higo fresco, y en jardines particulares e invernaderos de otros estados de Estados Unidos.